# 庫奇列霍山
41°32′55″N 3°59′46″W / 41.54861°N 3.99611°W

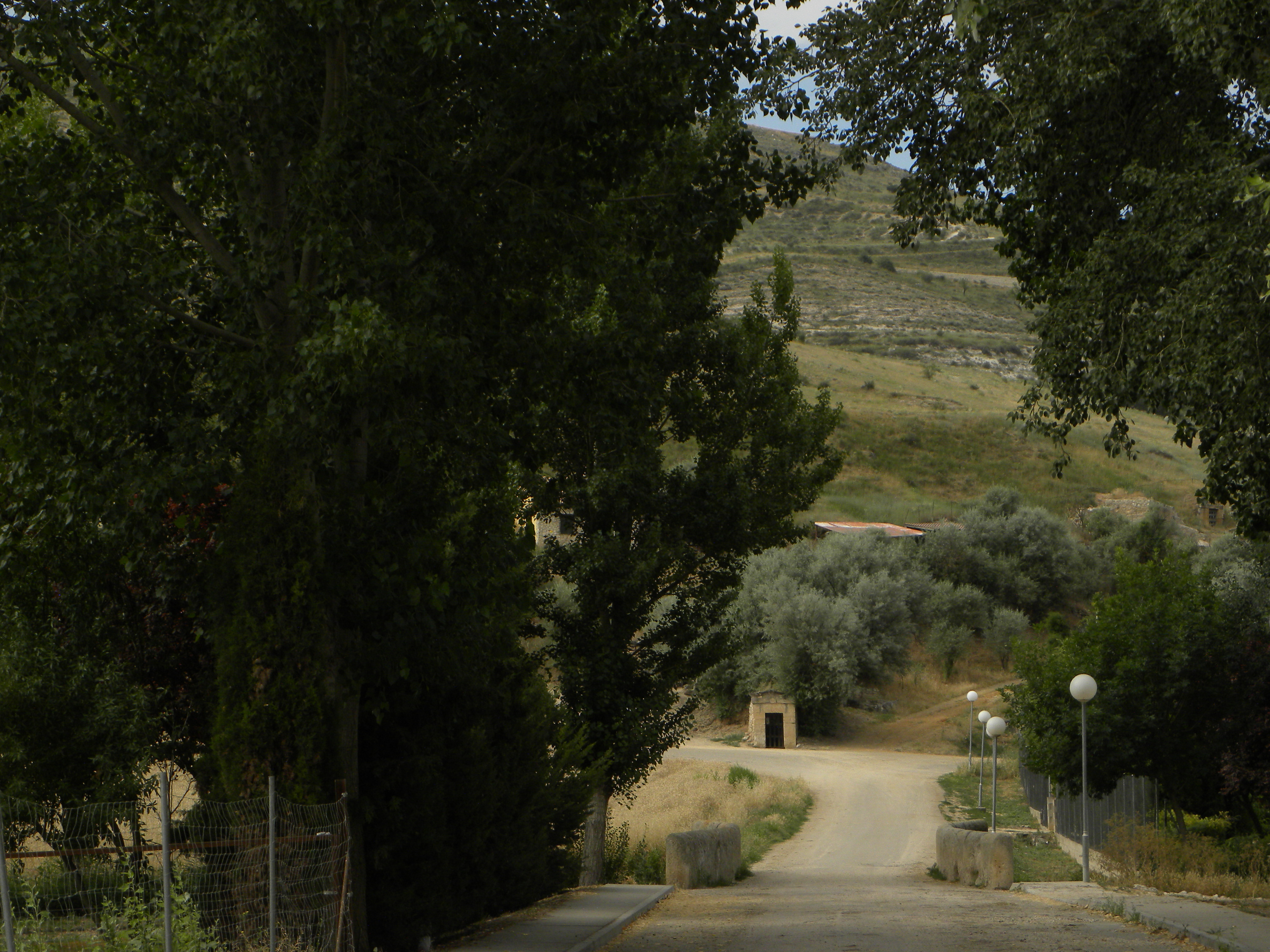

庫奇列霍山是西班牙的山峰，位於該國西部巴利亞多利德省卡斯蒂利亞-萊昂，處於杜羅河畔卡斯特里略，該山峰海拔高度932米。